# Bancadas parlamentares após o pluripartidarismo em 1980
As bancadas parlamentares após o pluripartidarismo em 1980 são o resultado da extinção da Aliança Renovadora Nacional (ARENA) e do Movimento Democrático Brasileiro (MDB) e a criação de partidos políticos para o novo sistema partidário no Brasil mediante o disposto na Lei 6 767 de 1979. Esta, sancionada pelo presidente João Figueiredo em 20 de dezembro daquele ano, revogou o bipartidarismo que estava vigente no país desde a outorga do Ato Institucional Número Dois, em 1965.
Surgem abaixo os nomes dos senadores e deputados federais eleitos no Brasil em 15 de novembro de 1978, durante o Governo Ernesto Geisel. Os vitoriosos compuseram o Senado Federal e a Câmara dos Deputados na 46.ª legislatura (1979-1983). Nesse quatriênio, a Lei da Anistia foi aprovada em ambas as casas e restauraram o pluripartidarismo no país, conforme a distensão política prometida pelo Regime Militar de 1964. Com o retorno do sistema pluripartidário, foram criados: o Partido Democrático Social (PDS), o Partido do Movimento Democrático Brasileiro (PMDB), o Partido Popular (PP), o Partido Trabalhista Brasileiro (PTB), o Partido dos Trabalhadores (PT) e a seguir o Partido Democrático Trabalhista (PDT). Foram para esses partidos que os deputados federais, senadores e os demais políticos do país migraram. Na elaboração desta lista foram consultados o acervo do Tribunal Superior Eleitoral, do Senado Federal e da Câmara dos Deputados. São relacionados os parlamentares eleitos e os suplentes efetivados por morte, cassação ou renúncia dos titulares, sendo computada apenas a primeira filiação de cada parlamentar após o retorno ao pluripartidarismo.

## Mudanças partidárias vultosas

### Disputa por uma sigla
Em setembro de 1979 o grupo político de Ivete Vargas articulou-se em prol da recriação do Partido Trabalhista Brasileiro visando recuperar espaço no ambiente pluripartidário que se desenhava a partir do ano seguinte. Sobrinha de Getúlio Vargas e deputada federal por São Paulo por cinco mandatos a partir de 1950 até ser cassada pelo Ato Institucional Número Cinco em 16 de janeiro de 1969, interpôs o pedido de registro provisório do PTB junto ao Tribunal Superior Eleitoral durante a votação da Lei 6 767 de 1979. Por sua vez Leonel Brizola, cunhado de João Goulart e outrora governador do Rio Grande do Sul, aguardaram até a sanção da referida lei para requerer o direito à sigla e quando o fizeram a corte eleitoral estava em recesso. Chamado a se pronunciar, o TSE julgou em prol de Ivete Vargas baseado em dois fatos: a republicação do manifesto, programa e do estatuto partidário no mesmo dia em que foi sancionada a lei do pluripartidarismo e a interposição do pedido definitivo de registro do PTB em 14 de março de 1980, uma semana antes dos brizolistas.
Dentre os 25 parlamentares filiados ao PTB quando a Justiça Eleitoral proferiu a sentença, apenas Jorge Cury permaneceu na agremiação enquanto quatorze migraram para o Partido Democrático Trabalhista sob o comando de Leonel Brizola.

### Incorporação do PP ao PMDB
No final de 1981 o governo do presidente João Figueiredo encaminhou um projeto de lei ao Congresso Nacional visando regulamentar as eleições de 1982, mas quatro pontos foram denunciados pela oposição como prejudiciais à existência da mesma: a obrigatoriedade de apresentarem-se chapas completas nas eleições estaduais (governador, vice-governador, senador, suplentes, deputados federais e deputados estaduais) e municipais (prefeitos, vice-prefeitos e vereadores), sublegendas, voto vinculado (o eleitor só poderia escolher candidatos de um mesmo partido, sob pena de nulidade) e proibição de coligações partidárias. Em 20 de dezembro as principais legendas oposicionistas decidiram pela incorporação do PP ao PMDB (por 162 votos a favor e 96 contra na convenção do PP e por 331 a favor e 41 contra no PMDB). Chamado a se pronunciar, o Tribunal Superior Eleitoral convalidou a decisão oposicionista por quatro votos a dois, forçando a reabertura do prazo de filiação partidária aos trânsfugas, muitos dos quais integraram-se ao PDS.

## Senado Federal
A Câmara Alta do parlamento contava com 67 senadores eleitos.

### Acre
| Senadores eleitos | Antes | Em 1980 | Votação | Naturalidade    | Unidade federativa |
| ----------------- | ----- | ------- | ------- | --------------- | ------------------ |
| Adalberto Sena    | MDB   | PMDB    | 23.394  | Cruzeiro do Sul | Acre               |
| Jorge Kalume      | ARENA | PDS     | 22.736  | Belém           | Pará               |
| José Guiomard     | ARENA | PDS     | Biônico | Perdigão        | Minas Gerais       |

### Alagoas
| Senadores eleitos | Antes | Em 1980 | Votação | Naturalidade | Unidade federativa |
| ----------------- | ----- | ------- | ------- | ------------ | ------------------ |
| Arnon de Melo     | ARENA | PDS     | Biônico | Rio Largo    | Alagoas            |
| Luís Cavalcanti   | ARENA | PDS     | 117.302 | Rio Largo    | Alagoas            |
| Teotônio Vilela   | ARENA | PMDB    | 140.989 | Viçosa       | Alagoas            |

### Amazonas
| Senadores eleitos | Antes | Em 1980 | Votação | Naturalidade | Unidade federativa |
| ----------------- | ----- | ------- | ------- | ------------ | ------------------ |
| Eunice Michiles   | ARENA | PDS     | 32.819  | São Paulo    | São Paulo          |
| Evandro Carreira  | MDB   | PMDB    | 87.103  | Manaus       | Amazonas           |
| Raimundo Parente  | ARENA | PDS     | Biônico | Manaus       | Amazonas           |

### Bahia
| Senadores eleitos | Antes | Em 1980 | Votação   | Naturalidade   | Unidade federativa |
| ----------------- | ----- | ------- | --------- | -------------- | ------------------ |
| Jutahy Magalhães  | ARENA | PDS     | Biônico   | Rio de Janeiro | Rio de Janeiro     |
| Lomanto Júnior    | ARENA | PDS     | 1.145.425 | Jequié         | Bahia              |
| Luís Viana Filho  | ARENA | PDS     | 848.943   | Paris          | França             |

### Ceará
| Senadores eleitos | Antes | Em 1980 | Votação | Naturalidade | Unidade federativa |
| ----------------- | ----- | ------- | ------- | ------------ | ------------------ |
| César Cals        | ARENA | PDS     | Biônico | Fortaleza    | Ceará              |
| José Lins         | ARENA | PDS     | 758.817 | Crateús      | Ceará              |
| Mauro Benevides   | MDB   | PMDB    | 510.392 | Fortaleza    | Ceará              |

### Espírito Santo
| Senadores eleitos | Antes | Em 1980 | Votação | Naturalidade | Unidade federativa |
| ----------------- | ----- | ------- | ------- | ------------ | ------------------ |
| Dirceu Cardoso    | MDB   | PMDB    | 213.038 | Miracema     | Rio de Janeiro     |
| João Calmon       | ARENA | PDS     | Biônico | Colatina     | Espírito Santo     |
| Moacir Dalla      | ARENA | PDS     | 131.642 | Colatina     | Espírito Santo     |

### Goiás
| Senadores eleitos | Antes | Em 1980 | Votação | Naturalidade   | Unidade federativa |
| ----------------- | ----- | ------- | ------- | -------------- | ------------------ |
| Benedito Ferreira | ARENA | PDS     | Biônico | Ipameri        | Goiás              |
| Henrique Santillo | MDB   | PT      | 347.298 | Ribeirão Preto | São Paulo          |
| Lázaro Barbosa    | MDB   | PMDB    | 428.564 | Orizona        | Goiás              |

### Maranhão
| Senadores eleitos     | Antes | Em 1980 | Votação | Naturalidade | Unidade federativa |
| --------------------- | ----- | ------- | ------- | ------------ | ------------------ |
| Alexandre Costa       | ARENA | PDS     | Biônico | Caxias       | Maranhão           |
| Henrique de La Rocque | ARENA | PDS     | 295.329 | São Luís     | Maranhão           |
| José Sarney           | ARENA | PDS     | 409.633 | Pinheiro     | Maranhão           |

### Mato Grosso
| Senadores eleitos | Antes | Em 1980 | Votação | Naturalidade | Unidade federativa |
| ----------------- | ----- | ------- | ------- | ------------ | ------------------ |
| Benedito Canelas  | ARENA | PDS     | 125.434 | São Manuel   | São Paulo          |
| Gastão Müller     | ARENA | PP      | Biônico | Três Lagoas  | Mato Grosso do Sul |
| Vicente Vuolo     | ARENA | PDS     | 47.565  | Cuiabá       | Mato Grosso        |

### Mato Grosso do Sul
| Senadores eleitos | Antes | Em 1980 | Votação | Naturalidade | Unidade federativa |
| ----------------- | ----- | ------- | ------- | ------------ | ------------------ |
| Mendes Canale     | ARENA | PP      | 182.918 | Miranda      | Mato Grosso do Sul |
| Pedro Pedrossian  | ARENA | PDS     | 134.338 | Miranda      | Mato Grosso do Sul |
| Saldanha Derzi    | ARENA | PDS     | Biônico | Ponta Porã   | Mato Grosso do Sul |

### Minas Gerais
| Senadores eleitos | Antes | Em 1980 | Votação   | Naturalidade     | Unidade federativa |
| ----------------- | ----- | ------- | --------- | ---------------- | ------------------ |
| Itamar Franco     | MDB   | PMDB    | 1.443.443 | Salvador         | Bahia              |
| Murilo Badaró     | ARENA | PDS     | Biônico   | Minas Novas      | Minas Gerais       |
| Tancredo Neves    | MDB   | PP      | 1.641.915 | São João del-Rei | Minas Gerais       |

### Pará
| Senadores eleitos | Antes | Em 1980 | Votação | Naturalidade | Unidade federativa |
| ----------------- | ----- | ------- | ------- | ------------ | ------------------ |
| Aloysio Chaves    | ARENA | PDS     | 293.837 | Viseu        | Pará               |
| Gabriel Hermes    | ARENA | PDS     | Biônico | Castanhal    | Pará               |
| Jarbas Passarinho | ARENA | PDS     | 290.229 | Xapuri       | Acre               |

### Paraíba
| Senadores eleitos  | Antes | Em 1980 | Votação | Naturalidade | Unidade federativa |
| ------------------ | ----- | ------- | ------- | ------------ | ------------------ |
| Humberto Lucena    | MDB   | PMDB    | 269.795 | João Pessoa  | Paraíba            |
| Ivandro Cunha Lima | MDB   | PMDB    | -       | Guarabira    | Paraíba            |
| Milton Cabral      | ARENA | PDS     | Biônico | Umbuzeiro    | Paraíba            |

### Paraná
| Senadores eleitos | Antes | Em 1980 | Votação   | Naturalidade | Unidade federativa |
| ----------------- | ----- | ------- | --------- | ------------ | ------------------ |
| Afonso Camargo    | ARENA | PDS     | Biônico   | Ponta Grossa | Paraná             |
| José Richa        | MDB   | PMDB    | 895.013   | São Fidélis  | Rio de Janeiro     |
| Leite Chaves      | MDB   | PTB     | 1.090.831 | Itaporanga   | Paraíba            |

### Pernambuco
| Senadores eleitos | Antes | Em 1980 | Votação | Naturalidade | Unidade federativa |
| ----------------- | ----- | ------- | ------- | ------------ | ------------------ |
| Aderbal Jurema    | ARENA | PDS     | Biônico | João Pessoa  | Paraíba            |
| Marcos Freire     | MDB   | PMDB    | 605.953 | Recife       | Pernambuco         |
| Nilo Coelho       | ARENA | PDS     | 367.720 | Petrolina    | Pernambuco         |

### Piauí
| Senadores eleitos | Antes | Em 1980 | Votação | Naturalidade              | Unidade federativa |
| ----------------- | ----- | ------- | ------- | ------------------------- | ------------------ |
| Alberto Silva     | ARENA | PP      | 260.007 | Parnaíba                  | Piauí              |
| Bernardino Viana  | ARENA | PDS     | -       | São Francisco do Maranhão | Maranhão           |
| Helvídio Nunes    | ARENA | PDS     | Biônico | Picos                     | Piauí              |

### Rio de Janeiro
| Senadores eleitos | Antes | Em 1980 | Votação   | Naturalidade   | Unidade federativa |
| ----------------- | ----- | ------- | --------- | -------------- | ------------------ |
| Amaral Peixoto    | MDB   | PDS     | Biônico   | Niterói        | Rio de Janeiro     |
| Hugo Ramos        | MDB   | PP      | 1.150.983 | Avaré          | São Paulo          |
| Nelson Carneiro   | MDB   | PMDB    | 2.184.900 | Salvador       | Bahia              |
| Saturnino Braga   | MDB   | PMDB    | 853.772   | Rio de Janeiro | Rio de Janeiro     |

### Rio Grande do Norte
| Senadores eleitos | Antes | Em 1980 | Votação | Naturalidade         | Unidade federativa  |
| ----------------- | ----- | ------- | ------- | -------------------- | ------------------- |
| Agenor Maria      | MDB   | PMDB    | 212.635 | São Vicente          | Rio Grande do Norte |
| Dinarte Mariz     | ARENA | PDS     | Biônico | Serra Negra do Norte | Rio Grande do Norte |
| Jessé Freire      | ARENA | PDS     | 233.087 | Macaíba              | Rio Grande do Norte |

### Rio Grande do Sul
| Senadores eleitos | Antes | Em 1980 | Votação   | Naturalidade  | Unidade federativa |
| ----------------- | ----- | ------- | --------- | ------------- | ------------------ |
| Paulo Brossard    | MDB   | PMDB    | 1.383.288 | Bagé          | Rio Grande do Sul  |
| Pedro Simon       | MDB   | PMDB    | 1.751.469 | Caxias do Sul | Rio Grande do Sul  |
| Tarso Dutra       | ARENA | PDS     | Biônico   | Porto Alegre  | Rio Grande do Sul  |

### Santa Catarina
| Senadores eleitos | Antes | Em 1980 | Votação | Naturalidade | Unidade federativa |
| ----------------- | ----- | ------- | ------- | ------------ | ------------------ |
| Evelásio Vieira   | MDB   | PP      | 535.850 | Indaial      | Santa Catarina     |
| Jaison Barreto    | MDB   | PMDB    | 465.930 | Laguna       | Santa Catarina     |
| Lenoir Vargas     | ARENA | PDS     | Biônico | Tupanciretã  | Rio Grande do Sul  |

### São Paulo
| Senadores eleitos | Antes | Em 1980 | Votação   | Naturalidade | Unidade federativa |
| ----------------- | ----- | ------- | --------- | ------------ | ------------------ |
| Amaral Furlan     | ARENA | PDS     | Biônico   | Sertãozinho  | São Paulo          |
| Franco Montoro    | MDB   | PMDB    | 4.517.456 | São Paulo    | São Paulo          |
| Orestes Quércia   | MDB   | PMDB    | 4.630.182 | Pedregulho   | São Paulo          |

### Sergipe
| Senadores eleitos | Antes | Em 1980 | Votação | Naturalidade | Unidade federativa |
| ----------------- | ----- | ------- | ------- | ------------ | ------------------ |
| Gilvan Rocha      | MDB   | PP      | 103.454 | Propriá      | Sergipe            |
| Lourival Batista  | ARENA | PDS     | Biônico | Entre Rios   | Bahia              |
| Passos Porto      | ARENA | PDS     | 84.500  | Itabaiana    | Sergipe            |

## Câmara dos Deputados
A Câmara Baixa do parlamento contava com 420 deputados federais eleitos.

### Acre
| Deputados federais eleitos | Antes | Em 1980 | Votação | Naturalidade    | Unidade federativa |
| -------------------------- | ----- | ------- | ------- | --------------- | ------------------ |
| Aluísio Bezerra            | MDB   | PMDB    | 7.069   | Cruzeiro do Sul | Acre               |
| Amilcar de Queiroz         | ARENA | PDS     | 7.551   | Rio Branco      | Acre               |
| Geraldo Fleming            | MDB   | PMDB    | 6.190   | Campanha        | Minas Gerais       |
| Nabor Júnior               | MDB   | PMDB    | 7.761   | Tarauacá        | Acre               |
| Nosser Almeida             | ARENA | PDS     | 8.100   | Sena Madureira  | Acre               |
| Wildy Viana                | ARENA | PDS     | 6.647   | Brasileia       | Acre               |

### Alagoas
| Deputados federais eleitos | Antes | Em 1980 | Votação | Naturalidade         | Unidade federativa |
| -------------------------- | ----- | ------- | ------- | -------------------- | ------------------ |
| Albérico Cordeiro          | ARENA | PDS     | 18.047  | Pilar                | Alagoas            |
| Antônio Ferreira           | ARENA | PDS     | 18.983  | Desterro             | Paraíba            |
| Divaldo Suruagy            | ARENA | PDS     | 102.108 | São Luís do Quitunde | Alagoas            |
| Geraldo Bulhões            | ARENA | PDS     | 15.144  | Santana do Ipanema   | Alagoas            |
| José Costa                 | MDB   | PMDB    | 54.522  | Palmeira dos Índios  | Alagoas            |
| Mendonça Neto              | MDB   | PMDB    | 26.789  | Rio Novo             | Minas Gerais       |
| Murilo Mendes              | ARENA | PTB     | 14.751  | Maceió               | Alagoas            |

### Amapá
| Deputados federais eleitos | Antes | Em 1980 | Votação | Naturalidade | Unidade federativa |
| -------------------------- | ----- | ------- | ------- | ------------ | ------------------ |
| Antônio Pontes             | MDB   | PDS     | 7.446   | Amapá        | Amapá              |
| Paulo Guerra               | ARENA | PDS     | 8.176   | Macapá       | Amapá              |

### Amazonas
| Deputados federais eleitos | Antes | Em 1980 | Votação | Naturalidade | Unidade federativa |
| -------------------------- | ----- | ------- | ------- | ------------ | ------------------ |
| Joel Ferreira              | MDB   | PDS     | 13.541  | Manaus       | Amazonas           |
| José Fernandes             | ARENA | PDS     | 26.244  | Careiro      | Amazonas           |
| Josué de Souza             | ARENA | PDS     | 14.447  | Itajaí       | Santa Catarina     |
| Mário Frota                | MDB   | PMDB    | 26.602  | Granja       | Ceará              |
| Mário Haddad               | ARENA | PDS     | 14.256  | Manaus       | Amazonas           |
| Vivaldo Frota              | ARENA | PDS     | 19.842  | Boca do Acre | Amazonas           |

### Bahia
| Deputados federais eleitos | Antes | Em 1980 | Votação | Naturalidade           | Unidade federativa |
| -------------------------- | ----- | ------- | ------- | ---------------------- | ------------------ |
| Afrísio Vieira Lima        | ARENA | PDS     | 57.601  | Remanso                | Bahia              |
| Ângelo Magalhães           | ARENA | PDS     | 86.003  | Salvador               | Bahia              |
| Carlos Sant'Anna           | ARENA | PP      | 67.591  | Salvador               | Bahia              |
| Djalma Bessa               | ARENA | PDS     | 35.740  | Xique-Xique            | Bahia              |
| Elquisson Soares           | MDB   | PMDB    | 28.244  | Anagé                  | Bahia              |
| Fernando Magalhães         | ARENA | PDS     | 41.006  | Conceição do Almeida   | Bahia              |
| Francisco Benjamim         | ARENA | PDS     | 27.656  | Aracaju                | Sergipe            |
| Francisco Pinto            | MDB   | PMDB    | 117.807 | Feira de Santana       | Bahia              |
| Henrique Brito             | ARENA | PDS     | 52.037  | São Gonçalo dos Campos | Bahia              |
| Hildérico Oliveira         | MDB   | PTB     | 18.252  | Mundo Novo             | Bahia              |
| Honorato Viana             | ARENA | PDS     | 34.124  | Casa Nova              | Bahia              |
| Horácio Matos              | ARENA | PDS     | 40.753  | Lençóis                | Bahia              |
| João Alves                 | ARENA | PDS     | 33.790  | Maceió                 | Alagoas            |
| João Durval                | ARENA | PDS     | 66.446  | Feira de Santana       | Bahia              |
| Jorge Viana                | MDB   | PTB     | 26.956  | Ilhéus                 | Bahia              |
| José Amorim                | ARENA | PDS     | 31.073  | Palmeira dos Índios    | Alagoas            |
| José Penedo                | ARENA | PDS     | 26.154  | Tucano                 | Bahia              |
| Leur Lomanto               | ARENA | PDS     | 51.580  | Jequié                 | Bahia              |
| Manoel Novaes              | ARENA | PDS     | 36.682  | Floresta               | Pernambuco         |
| Marcelo Cordeiro           | MDB   | PTB     | 42.628  | Salvador               | Bahia              |
| Menandro Minahim           | ARENA | PDS     | 45.887  | Salvador               | Bahia              |
| Ney Ferreira               | MDB   | PDS     | 29.920  | Salvador               | Bahia              |
| Odulfo Domingues           | ARENA | PDS     | 28.435  | Jacaraci               | Bahia              |
| Prisco Viana               | ARENA | PDS     | 61.599  | Caetité                | Bahia              |
| Raimundo Urbano            | MDB   | PTB     | 31.632  | Salvador               | Bahia              |
| Rogério Rego               | ARENA | PDS     | 38.712  | Salvador               | Bahia              |
| Rômulo Galvão              | ARENA | PDS     | 29.619  | Campo Formoso          | Bahia              |
| Roque Aras                 | MDB   | PTB     | 18.918  | Monte Santo            | Bahia              |
| Ruy Bacelar                | ARENA | PDS     | 64.671  | Entre Rios             | Bahia              |
| Stoessel Dourado           | ARENA | PDS     | 31.216  | Paripiranga            | Bahia              |
| Ubaldo Dantas              | ARENA | PP      | 48.438  | Itabuna                | Bahia              |
| Wilson Falcão              | ARENA | PDS     | 27.020  | Feira de Santana       | Bahia              |

### Ceará
| Deputados federais eleitos | Antes | Em 1980 | Votação | Naturalidade      | Unidade federativa |
| -------------------------- | ----- | ------- | ------- | ----------------- | ------------------ |
| Adauto Bezerra             | ARENA | PDS     | 117.282 | Juazeiro do Norte | Ceará              |
| Antônio Morais             | MDB   | PTB     | 63.988  | Pereiro           | Ceará              |
| Cesário Barreto            | ARENA | PDS     | 40.046  | Sobral            | Ceará              |
| Claudino Sales             | ARENA | PDS     | 35.133  | Novo Oriente      | Ceará              |
| Cláudio Filomeno           | ARENA | PDS     | 53.825  | Fortaleza         | Ceará              |
| Evandro Ayres de Moura     | ARENA | PDS     | 55.482  | Piancó            | Paraíba            |
| Figueiredo Correia         | MDB   | PP      | 34.158  | Várzea Alegre     | Ceará              |
| Flávio Marcílio            | ARENA | PDS     | 57.006  | Picos             | Piauí              |
| Furtado Leite              | ARENA | PDS     | 56.439  | Santana do Cariri | Ceará              |
| Gomes da Silva             | ARENA | PDS     | 44.911  | Uruburetama       | Ceará              |
| Haroldo Sanford            | ARENA | PDS     | 38.919  | Camocim           | Ceará              |
| Iranildo Pereira           | MDB   | PMDB    | 28.274  | Santana do Cariri | Ceará              |
| Leorne Belém               | ARENA | PDS     | 53.316  | Quixeramobim      | Ceará              |
| Manuel Gonçalves           | MDB   | PP      | 40.870  | Assaré            | Ceará              |
| Marcelo Linhares           | ARENA | PDS     | 59.454  | Fortaleza         | Ceará              |
| Mauro Sampaio              | ARENA | PDS     | 50.476  | Fortaleza         | Ceará              |
| Ossian Araripe             | ARENA | PDS     | 57.628  | Crato             | Ceará              |
| Paes de Andrade            | MDB   | PMDB    | 56.234  | Mombaça           | Ceará              |
| Paulo Lustosa              | ARENA | PDS     | 57.352  | Sobral            | Ceará              |
| Paulo Studart              | ARENA | PDS     | 36.962  | Fortaleza         | Ceará              |

### Espírito Santo
| Deputados federais eleitos | Antes | Em 1980 | Votação | Naturalidade            | Unidade federativa |
| -------------------------- | ----- | ------- | ------- | ----------------------- | ------------------ |
| Belmiro Teixeira           | ARENA | PMDB    | 35.448  | Afonso Cláudio          | Espírito Santo     |
| Feu Rosa                   | ARENA | PDS     | 37.208  | Vitória                 | Espírito Santo     |
| Gerson Camata              | ARENA | PMDB    | 39.637  | Castelo                 | Espírito Santo     |
| Luiz Batista               | MDB   | PMDB    | 39.399  | Ibiraçu                 | Espírito Santo     |
| Mário Moreira              | MDB   | PMDB    | 26.342  | Itapemirim              | Espírito Santo     |
| Max Mauro                  | MDB   | PMDB    | 54.012  | Vila Velha              | Espírito Santo     |
| Theodorico Ferraço         | ARENA | PDS     | 44.942  | Cachoeiro de Itapemirim | Espírito Santo     |
| Walter de Prá              | ARENA | PDS     | 23.542  | Cachoeiro de Itapemirim | Espírito Santo     |

### Goiás
| Deputados federais eleitos | Antes | Em 1980 | Votação | Naturalidade   | Unidade federativa |
| -------------------------- | ----- | ------- | ------- | -------------- | ------------------ |
| Ademar Santillo            | MDB   | PT      | 77.665  | Ribeirão Preto | São Paulo          |
| Anísio de Sousa            | ARENA | PDS     | 51.669  | Pirenópolis    | Goiás              |
| Brasílio Caiado            | ARENA | PDS     | 55.249  | Goiás          | Goiás              |
| Fernando Cunha             | MDB   | PMDB    | 32.552  | Itumbiara      | Goiás              |
| Francisco de Castro        | ARENA | PMDB    | 52.544  | Jaraguá        | Goiás              |
| Genésio de Barros          | ARENA | PDS     | 49.456  | Morrinhos      | Goiás              |
| Hélio Levy                 | ARENA | PDS     | 61.522  | Catalão        | Goiás              |
| Iram Saraiva               | MDB   | PMDB    | 34.186  | Goiânia        | Goiás              |
| Iturival Nascimento        | MDB   | PMDB    | 35.593  | Rio Verde      | Goiás              |
| Jamel Cecílio              | ARENA | PDS     | 58.215  | Anápolis       | Goiás              |
| José Freire                | MDB   | PMDB    | 36.771  | Arraias        | Tocantins          |
| Rezende Monteiro           | ARENA | PDS     | 43.110  | Caiapônia      | Goiás              |
| Paulo Borges               | MDB   | PMDB    | 35.318  | Rio Verde      | Goiás              |
| Siqueira Campos            | ARENA | PDS     | 28.388  | Crato          | Ceará              |

### Maranhão
| Deputados federais eleitos | Antes | Em 1980 | Votação | Naturalidade  | Unidade federativa |
| -------------------------- | ----- | ------- | ------- | ------------- | ------------------ |
| Edison Lobão               | ARENA | PDS     | 56.236  | Mirador       | Maranhão           |
| Edson Vidigal              | ARENA | PP      | 37.198  | Caxias        | Maranhão           |
| Epitácio Cafeteira         | MDB   | PMDB    | 39.740  | João Pessoa   | Paraíba            |
| Freitas Diniz              | MDB   | PT      | 25.014  | Araioses      | Maranhão           |
| João Alberto Souza         | ARENA | PDS     | 39.617  | Bacabal       | Maranhão           |
| José Ribamar Machado       | ARENA | PDS     | 29.794  | Buriti        | Maranhão           |
| Luís Rocha                 | ARENA | PDS     | 62.749  | Balsas        | Maranhão           |
| Magno Bacelar              | ARENA | PDS     | 44.179  | Coelho Neto   | Maranhão           |
| Nagib Haickel              | ARENA | PDS     | 36.313  | Pindaré-Mirim | Maranhão           |
| Temístocles Teixeira       | ARENA | PDS     | 31.725  | Pastos Bons   | Maranhão           |
| Vieira da Silva            | ARENA | PDS     | 29.841  | São Luís      | Maranhão           |
| Vítor Trovão               | ARENA | PDS     | 56.318  | Axixá         | Maranhão           |

### Mato Grosso
| Deputados federais eleitos | Antes | Em 1980 | Votação | Naturalidade          | Unidade federativa |
| -------------------------- | ----- | ------- | ------- | --------------------- | ------------------ |
| Afro Stefanini             | ARENA | PDS     | 13.733  | Campo Grande          | Mato Grosso do Sul |
| Bento Lobo                 | ARENA | PP      | 10.340  | Cuiabá                | Mato Grosso        |
| Carlos Bezerra             | MDB   | PMDB    | 14.932  | Chapada dos Guimarães | Mato Grosso        |
| Cristino Cortes            | ARENA | PDS     | 13.919  | Barra do Garças       | Mato Grosso        |
| Gilson de Barros           | MDB   | PMDB    | 19.109  | Cuiabá                | Mato Grosso        |
| Júlio Campos               | ARENA | PDS     | 39.814  | Várzea Grande         | Mato Grosso        |
| Louremberg Nunes Rocha     | ARENA | PP      | 23.555  | Poxoréu               | Mato Grosso        |
| Milton Figueiredo          | ARENA | PP      | 12.688  | Barão de Melgaço      | Mato Grosso        |

### Mato Grosso do Sul
| Deputados federais eleitos | Antes | Em 1980 | Votação | Naturalidade  | Unidade federativa |
| -------------------------- | ----- | ------- | ------- | ------------- | ------------------ |
| Antônio Carlos de Oliveira | MDB   | PT      | 39.772  | Campo Grande  | Mato Grosso do Sul |
| Leite Schimidt             | ARENA | PP      | 33.944  | Aquidauana    | Mato Grosso do Sul |
| Levy Dias                  | ARENA | PMDB    | 35.980  | Aquidauana    | Mato Grosso do Sul |
| Ruben Figueiró             | ARENA | PDS     | 37.319  | Rio Brilhante | Mato Grosso do Sul |
| Ubaldo Barém               | ARENA | PDS     | 23.398  | Ponta Porã    | Mato Grosso do Sul |
| Walter de Castro           | MDB   | PDS     | 21.385  | Maracaju      | Mato Grosso do Sul |

### Minas Gerais
| Deputados federais eleitos | Antes | Em 1980 | Votação | Naturalidade            | Unidade federativa |
| -------------------------- | ----- | ------- | ------- | ----------------------- | ------------------ |
| Aécio Cunha                | ARENA | PDS     | 47.130  | Teófilo Otoni           | Minas Gerais       |
| Antônio Dias               | ARENA | PDS     | 66.783  | Montes Claros           | Minas Gerais       |
| Batista Miranda            | ARENA | PDS     | 40.192  | Lajinha                 | Minas Gerais       |
| Bento Gonçalves            | ARENA | PP      | 40.884  | Matozinhos              | Minas Gerais       |
| Bias Fortes                | ARENA | PDS     | 70.629  | Barbacena               | Minas Gerais       |
| Bonifácio de Andrada       | ARENA | PDS     | 59.645  | Barbacena               | Minas Gerais       |
| Carlos Cotta               | MDB   | PP      | 57.088  | Dom Silvério            | Minas Gerais       |
| Carlos Eloy                | MDB   | PDS     | 69.821  | Pompéu                  | Minas Gerais       |
| Castejon Branco            | ARENA | PDS     | 36.023  | Monte Santo de Minas    | Minas Gerais       |
| Christovam Chiaradia       | ARENA | PDS     | 57.420  | Córrego do Bom Jesus    | Minas Gerais       |
| Dario Tavares              | ARENA | PDS     | 35.768  | Córrego Danta           | Minas Gerais       |
| Delson Scarano             | ARENA | PDS     | 56.604  | São Tomás de Aquino     | Minas Gerais       |
| Edgar Amorim               | MDB   | PMDB    | 47.458  | Cláudio                 | Minas Gerais       |
| Fued Dib                   | MDB   | PMDB    | 39.012  | Ituiutaba               | Minas Gerais       |
| Genival Tourinho           | MDB   | PTB     | 44.197  | Montes Claros           | Minas Gerais       |
| Gerardo Renault            | ARENA | PDS     | 67.154  | Belo Horizonte          | Minas Gerais       |
| Hélio Garcia               | ARENA | PP      | 84.085  | Santo Antônio do Amparo | Minas Gerais       |
| Homero Santos              | ARENA | PDS     | 70.059  | Uberlândia              | Minas Gerais       |
| Humberto Souto             | ARENA | PDS     | 50.798  | Montes Claros           | Minas Gerais       |
| Ibrahim Abi-Ackel          | ARENA | PDS     | 54.653  | Manhumirim              | Minas Gerais       |
| Jairo Magalhães            | ARENA | PDS     | 65.403  | Serro                   | Minas Gerais       |
| João Herculino             | MDB   | PMDB    | 43.197  | Sete Lagoas             | Minas Gerais       |
| Jorge Ferraz               | MDB   | PP      | 51.959  | Belo Horizonte          | Minas Gerais       |
| Jorge Vargas               | ARENA | PP      | 54.675  | Paracatu                | Minas Gerais       |
| José Machado               | ARENA | PDS     | 62.048  | Guanhães                | Minas Gerais       |
| Juarez Batista             | MDB   | PP      | 40.692  | Uberaba                 | Minas Gerais       |
| Júnia Marise               | MDB   | PP      | 92.668  | Belo Horizonte          | Minas Gerais       |
| Leopoldo Bessone           | MDB   | PP      | 32.901  | Belo Horizonte          | Minas Gerais       |
| Luiz Baccarini             | MDB   | PP      | 38.964  | São João del Rei        | Minas Gerais       |
| Luiz Leal                  | MDB   | PP      | 34.626  | Teófilo Otoni           | Minas Gerais       |
| Magalhães Pinto            | ARENA | PP      | 139.137 | Santo Antônio do Monte  | Minas Gerais       |
| Maurício Campos            | ARENA | PDS     | 92.777  | Rio Pomba               | Minas Gerais       |
| Melo Freire                | ARENA | PP      | 50.611  | Passos                  | Minas Gerais       |
| Navarro Vieira Filho       | ARENA | PDS     | 45.733  | Botelhos                | Minas Gerais       |
| Newton Cardoso             | MDB   | PP      | 134.943 | Brumado                 | Bahia              |
| Nogueira de Rezende        | ARENA | PDS     | 39.283  | Conselheiro Lafaiete    | Minas Gerais       |
| Paulino Cícero             | ARENA | PDS     | 55.593  | São Domingos do Prata   | Minas Gerais       |
| Pimenta da Veiga           | MDB   | PMDB    | 31.326  | Belo Horizonte          | Minas Gerais       |
| Raul Bernardo              | ARENA | PDS     | 42.839  | Belo Horizonte          | Minas Gerais       |
| Renato Azeredo             | MDB   | PP      | 61.082  | Sete Lagoas             | Minas Gerais       |
| Ronan Tito                 | MDB   | PMDB    | 71.444  | Pratinha                | Minas Gerais       |
| Rosemburgo Romano          | MDB   | PP      | 35.255  | Guidoval                | Minas Gerais       |
| Sérgio Ferrara             | MDB   | PP      | 52.957  | Belo Horizonte          | Minas Gerais       |
| Sílvio Abreu Júnior        | MDB   | PP      | 64.189  | Juiz de Fora            | Minas Gerais       |
| Tarcísio Delgado           | MDB   | PMDB    | 64.389  | Juiz de Fora            | Minas Gerais       |
| Telêmaco Pompei            | ARENA | PDS     | 44.705  | Muriaé                  | Minas Gerais       |
| Vicente Guabiroba          | ARENA | PDS     | 55.480  | Itamarandiba            | Minas Gerais       |

### Pará
| Deputados federais eleitos | Antes | Em 1980 | Votação | Naturalidade | Unidade federativa |
| -------------------------- | ----- | ------- | ------- | ------------ | ------------------ |
| Antônio Amaral             | ARENA | PDS     | 28.017  | Belém        | Pará               |
| Brabo de Carvalho          | ARENA | PDS     | 26.260  | Muaná        | Pará               |
| Jader Barbalho             | MDB   | PMDB    | 78.730  | Belém        | Pará               |
| João Menezes               | MDB   | PP      | 17.774  | Belém        | Pará               |
| Jorge Arbage               | ARENA | PDS     | 23.204  | Belém        | Pará               |
| Lúcia Viveiros             | MDB   | PP      | 48.826  | Belém        | Pará               |
| Manoel Ribeiro             | ARENA | PDS     | 27.144  | Belém        | Pará               |
| Nélio Lobato               | MDB   | PP      | 17.323  | Belém        | Pará               |
| Osvaldo Melo               | ARENA | PDS     | 54.087  | Belém        | Pará               |
| Sebastião Andrade          | ARENA | PDS     | 30.532  | Belém        | Pará               |

### Paraíba
| Deputados federais eleitos | Antes | Em 1980 | Votação | Naturalidade       | Unidade federativa  |
| -------------------------- | ----- | ------- | ------- | ------------------ | ------------------- |
| Ademar Pereira             | ARENA | PDS     | 35.521  | Pombal             | Paraíba             |
| Álvaro Gaudêncio           | ARENA | PDS     | 39.923  | São João do Cariri | Paraíba             |
| Antônio Gomes              | ARENA | PDS     | 32.885  | Umbuzeiro          | Paraíba             |
| Antônio Mariz              | ARENA | PP      | 77.274  | João Pessoa        | Paraíba             |
| Arnaldo Lafayette          | MDB   | PTB     | 31.865  | Monteiro           | Paraíba             |
| Carneiro Arnaud            | MDB   | PP      | 42.556  | Pombal             | Paraíba             |
| Ernani Sátiro              | ARENA | PDS     | 28.959  | Patos              | Paraíba             |
| Joacil Pereira             | ARENA | PDS     | 50.164  | Caicó              | Rio Grande do Norte |
| Marcondes Gadelha          | MDB   | PMDB    | 59.046  | Sousa              | Paraíba             |
| Otacílio Queiroz           | MDB   | PMDB    | 34.891  | Patos              | Paraíba             |
| Wilson Braga               | ARENA | PDS     | 84.168  | Conceição          | Paraíba             |

### Paraná
| Deputados federais eleitos | Antes | Em 1980 | Votação | Naturalidade             | Unidade federativa |
| -------------------------- | ----- | ------- | ------- | ------------------------ | ------------------ |
| Adolfo Franco Júnior       | ARENA | PDS     | 44.092  | Curitiba                 | Paraná             |
| Adriano Valente            | ARENA | PDS     | 25.181  | São Paulo                | São Paulo          |
| Alípio de Carvalho         | ARENA | PDS     | 44.880  | Carolina                 | Maranhão           |
| Alvaro Dias                | MDB   | PMDB    | 127.903 | Quatá                    | São Paulo          |
| Amadeu Geara               | MDB   | PMDB    | 22.195  | Curitiba                 | Paraná             |
| Antônio Annibelli          | MDB   | PDS     | 31.813  | Clevelândia              | Paraná             |
| Antônio Mazurek            | ARENA | PDS     | 25.639  | Londrina                 | Paraná             |
| Antônio Ueno               | ARENA | PDS     | 40.011  | Cambará                  | Paraná             |
| Ary Kffuri                 | ARENA | PDS     | 40.209  | Irati                    | Paraná             |
| Borges da Silveira         | ARENA | PP      | 31.677  | Lapa                     | Paraná             |
| Braga Ramos                | ARENA | PDS     | 38.762  | Teixeira Soares          | Paraná             |
| Ernesto Dall'Oglio         | MDB   | PMDB    | 31.583  | Veranópolis              | Rio Grande do Sul  |
| Euclides Scalco            | MDB   | PMDB    | 33.625  | Nova Prata               | Rio Grande do Sul  |
| Heitor Furtado             | MDB   | PMDB    | 32.896  | Paranavaí                | Paraná             |
| Hélio Duque                | MDB   | PMDB    | 41.166  | Andaraí                  | Bahia              |
| Hermes Macedo              | ARENA | PDS     | 26.255  | Rio Pardo                | Rio Grande do Sul  |
| Igo Losso                  | ARENA | PDS     | 30.857  | Irati                    | Paraná             |
| Ítalo Conti                | ARENA | PDS     | 52.998  | Mallet                   | Paraná             |
| Lúcio Cioni                | ARENA | PDS     | 26.390  | Sabará                   | Minas Gerais       |
| Mário Stamm                | ARENA | PDS     | 24.131  | Itajaí                   | Santa Catarina     |
| Maurício Fruet             | MDB   | PMDB    | 40.221  | Curitiba                 | Paraná             |
| Nivaldo Krüger             | MDB   | PMDB    | 40.221  | Canoinhas                | Santa Catarina     |
| Norton Macedo              | ARENA | PDS     | 87.262  | Curitiba                 | Paraná             |
| Olivir Gabardo             | MDB   | PMDB    | 21.637  | União da Vitória         | Paraná             |
| Osvaldo Macedo             | MDB   | PMDB    | 50.101  | Sertanópolis             | Paraná             |
| Paulo Marques              | MDB   | PMDB    | 43.007  | Florianópolis            | Santa Catarina     |
| Paulo Pimentel             | ARENA | PDS     | 128.267 | Avaré                    | São Paulo          |
| Pedro Sampaio              | ARENA | PP      | 46.791  | Tomazina                 | Paraná             |
| Reinhold Stephanes         | ARENA | PDS     | 88.501  | Porto União              | Santa Catarina     |
| Roberto Galvani            | ARENA | PDS     | 35.242  | Curitiba                 | Paraná             |
| Sebastião Rodrigues Júnior | MDB   | PMDB    | 29.631  | Juiz de Fora             | Minas Gerais       |
| Valdmir Belinati           | MDB   | PDS     | 44.613  | Cornélio Procópio        | Paraná             |
| Vilela de Magalhães        | ARENA | PP      | 38.154  | Santo Antônio da Platina | Paraná             |
| Walber Guimarães           | MDB   | PP      | 21.497  | Colinas                  | Maranhão           |

### Pernambuco
| Deputados federais eleitos | Antes | Em 1980 | Votação | Naturalidade      | Unidade federativa |
| -------------------------- | ----- | ------- | ------- | ----------------- | ------------------ |
| Airon Rios                 | ARENA | PDS     | 39.548  | Recife            | Pernambuco         |
| Augusto Lucena             | ARENA | PDS     | 31.182  | Guarabira         | Paraíba            |
| Carlos Wilson              | ARENA | PP      | 37.163  | Recife            | Pernambuco         |
| Cristina Tavares           | MDB   | PMDB    | 22.519  | Garanhuns         | Pernambuco         |
| Fernando Coelho            | MDB   | PMDB    | 52.054  | Campina Grande    | Paraíba            |
| Fernando Lyra              | MDB   | PMDB    | 64.368  | Recife            | Pernambuco         |
| Geraldo Guedes             | ARENA | PDS     | 33.835  | Caruaru           | Pernambuco         |
| Gonzaga Vasconcelos        | ARENA | PDS     | 33.764  | Surubim           | Pernambuco         |
| Inocêncio Oliveira         | ARENA | PDS     | 46.515  | Serra Talhada     | Pernambuco         |
| João Carlos de Carli       | ARENA | PDS     | 31.423  | Rio de Janeiro    | Rio de Janeiro     |
| Joaquim Coutinho           | ARENA | PDS     | 32.650  | Nazaré da Mata    | Pernambuco         |
| Joaquim Guerra             | ARENA | PDS     | 39.405  | Recife            | Pernambuco         |
| José Carlos Vasconcelos    | MDB   | PMDB    | 23.752  | Recife            | Pernambuco         |
| Josias Leite               | ARENA | PDS     | 34.540  | São José do Egito | Pernambuco         |
| Marcus Cunha               | MDB   | PMDB    | 33.099  | Bezerros          | Pernambuco         |
| Nilson Gibson              | ARENA | PDS     | 43.123  | Recife            | Pernambuco         |
| Osvaldo Coelho             | ARENA | PDS     | 46.544  | Juazeiro          | Bahia              |
| Pedro Corrêa               | ARENA | PDS     | 40.598  | Rio de Janeiro    | Rio de Janeiro     |
| Ricardo Fiúza              | ARENA | PDS     | 37.255  | Fortaleza         | Ceará              |
| Roberto Freire             | MDB   | PMDB    | 47.024  | Recife            | Pernambuco         |
| Sérgio Murilo              | MDB   | PTB     | 51.925  | Carpina           | Pernambuco         |
| Thales Ramalho             | MDB   | PP      | 51.925  | João Pessoa       | Paraíba            |

### Piauí
| Deputados federais eleitos | Antes | Em 1980 | Votação | Naturalidade    | Unidade federativa |
| -------------------------- | ----- | ------- | ------- | --------------- | ------------------ |
| Adalberto Correia Lima     | ARENA | PDS     | 40.125  | Tauá            | Ceará              |
| Carlos Augusto Oliveira    | ARENA | PP      | 35.077  | José de Freitas | Piauí              |
| Hugo Napoleão              | ARENA | PDS     | 52.763  | Portland        | Oregon             |
| Joel Ribeiro               | ARENA | PDS     | 40.270  | Guadalupe       | Piauí              |
| Ludgero Raulino            | ARENA | PDS     | 48.248  | Altos           | Piauí              |
| Milton Brandão             | ARENA | PDS     | 40.518  | Pedro II        | Piauí              |
| Paulo Ferraz               | ARENA | PDS     | 56.108  | Teresina        | Piauí              |
| Pinheiro Machado           | ARENA | PP      | 43.761  | Parnaíba        | Piauí              |

### Rio de Janeiro
| Deputados federais eleitos | Antes | Em 1980 | Votação | Naturalidade             | Unidade federativa |
| -------------------------- | ----- | ------- | ------- | ------------------------ | ------------------ |
| Alair Ferreira             | ARENA | PDS     | 40.934  | Sacramento               | Minas Gerais       |
| Alcir Pimenta              | MDB   | PP      | 28.751  | Rio de Janeiro           | Rio de Janeiro     |
| Álvaro Valle               | ARENA | PDS     | 89.561  | Rio de Janeiro           | Rio de Janeiro     |
| Benjamin Farah             | MDB   | PP      | 26.662  | Corumbá                  | Mato Grosso do Sul |
| Célio Borja                | ARENA | PDS     | 79.243  | Rio de Janeiro           | Rio de Janeiro     |
| Celso Peçanha              | MDB   | PDS     | 51.995  | Campos dos Goytacazes    | Rio de Janeiro     |
| Daniel Silva               | MDB   | PP      | 45.691  | Rio de Janeiro           | Rio de Janeiro     |
| Darcílio Ayres             | ARENA | PDS     | 53.887  | Nova Iguaçu              | Rio de Janeiro     |
| Daso Coimbra               | ARENA | PP      | 37.934  | Rio de Janeiro           | Rio de Janeiro     |
| Délio dos Santos           | MDB   | PMDB    | 25.472  | Rio de Janeiro           | Rio de Janeiro     |
| Edson Khair                | MDB   | PT      | 66.617  | Rio de Janeiro           | Rio de Janeiro     |
| Erasmo Martins Pedro       | MDB   | PP      | 92.595  | Rio de Janeiro           | Rio de Janeiro     |
| Felipe Pena                | MDB   | PP      | 20.968  | Belo Horizonte           | Minas Gerais       |
| Florim Coutinho            | MDB   | PP      | 27.584  | Rio de Janeiro           | Rio de Janeiro     |
| Hydekel de Freitas         | ARENA | PDS     | 59.842  | Duque de Caxias          | Rio de Janeiro     |
| J. G. de Araújo Jorge      | MDB   | PTB     | 30.539  | Tarauacá                 | Acre               |
| Joel Lima                  | MDB   | PP      | 45.331  | Manhumirim               | Minas Gerais       |
| Joel Vivas                 | MDB   | PP      | 45.531  | Magé                     | Rio de Janeiro     |
| Jorge Cury                 | MDB   | PTB     | 37.437  | Niterói                  | Rio de Janeiro     |
| Jorge Gama                 | MDB   | PMDB    | 38.347  | Rio de Janeiro           | Rio de Janeiro     |
| José Frejat                | MDB   | PTB     | 33.034  | Cururupu                 | Maranhão           |
| José Maria de Carvalho     | MDB   | PMDB    | 28.967  | Rio de Janeiro           | Rio de Janeiro     |
| José Maurício              | MDB   | PTB     | 29.876  | Campos dos Goytacazes    | Rio de Janeiro     |
| José Torres                | MDB   | PDS     | 35.013  | Itaboraí                 | Rio de Janeiro     |
| Lázaro de Carvalho         | MDB   | PP      | 34.272  | São Sebastião do Paraíso | Minas Gerais       |
| Léo Simões                 | MDB   | PDS     | 57.114  | Santos Dumont            | Minas Gerais       |
| Leônidas Sampaio           | MDB   | PP      | 28.533  | Petrópolis               | Rio de Janeiro     |
| Lígia Bastos               | ARENA | PDS     | 32.545  | Rio de Janeiro           | Rio de Janeiro     |
| Mac Dowell de Castro       | MDB   | PP      | 27.534  | Rio de Janeiro           | Rio de Janeiro     |
| Marcelo Cerqueira          | MDB   | PMDB    | 45.160  | Rio de Janeiro           | Rio de Janeiro     |
| Marcelo Medeiros           | MDB   | PP      | 98.680  | Juiz de Fora             | Minas Gerais       |
| Márcio Macedo              | MDB   | PP      | 40.671  | Três Rios                | Rio de Janeiro     |
| Miro Teixeira              | MDB   | PP      | 536.661 | Rio de Janeiro           | Rio de Janeiro     |
| Modesto da Silveira        | MDB   | PMDB    | 73.680  | Uberlândia               | Minas Gerais       |
| Osmar Leitão               | ARENA | PDS     | 32.335  | São Gonçalo              | Rio de Janeiro     |
| Osvaldo Lima               | MDB   | PP      | 44.213  | Rio de Janeiro           | Rio de Janeiro     |
| Paulo Rattes               | MDB   | PMDB    | 31.693  | Petrópolis               | Rio de Janeiro     |
| Paulo Torres               | ARENA | PP      | 35.366  | Petrópolis               | Rio de Janeiro     |
| Péricles Gonçalves         | MDB   | PP      | 27.404  | Rio de Janeiro           | Rio de Janeiro     |
| Pedro Faria                | MDB   | PP      | 22.525  | Rio de Janeiro           | Rio de Janeiro     |
| Peixoto Filho              | MDB   | PP      | 35.625  | Rio de Janeiro           | Rio de Janeiro     |
| Rubem Dourado              | MDB   | PP      | 28.539  | Irecê                    | Bahia              |
| Rubem Medina               | MDB   | PP      | 74.787  | Rio de Janeiro           | Rio de Janeiro     |
| Saramago Pinheiro          | ARENA | PDS     | 33.349  | Niterói                  | Rio de Janeiro     |
| Simão Sessim               | ARENA | PDS     | 57.040  | Rio de Janeiro           | Rio de Janeiro     |
| Walter da Silva            | MDB   | PMDB    | 38.736  | Campos dos Goytacazes    | Rio de Janeiro     |

### Rio Grande do Norte
| Deputados federais eleitos | Antes | Em 1980 | Votação | Naturalidade   | Unidade federativa  |
| -------------------------- | ----- | ------- | ------- | -------------- | ------------------- |
| Antônio Florêncio          | ARENA | PDS     | 36.899  | Pau dos Ferros | Rio Grande do Norte |
| Carlos Alberto             | MDB   | PTB     | 54.457  | Natal          | Rio Grande do Norte |
| Djalma Marinho             | ARENA | PDS     | 32.172  | Nova Cruz      | Rio Grande do Norte |
| Henrique Eduardo Alves     | MDB   | PP      | 67.203  | Rio de Janeiro | Rio de Janeiro      |
| João Faustino              | ARENA | PDS     | 74.517  | Recife         | Pernambuco          |
| Pedro Lucena               | MDB   | PP      | 18.862  | Pirpirituba    | Paraíba             |
| Vingt Rosado               | ARENA | PDS     | 44.743  | Mossoró        | Rio Grande do Norte |
| Wanderley Mariz            | ARENA | PDS     | 54.413  | Caicó          | Rio Grande do Norte |

### Rio Grande do Sul
| Deputados federais eleitos | Antes | Em 1980 | Votação | Naturalidade         | Unidade federativa |
| -------------------------- | ----- | ------- | ------- | -------------------- | ------------------ |
| Alberto Hoffmann           | ARENA | PDS     | 46.885  | Ijuí                 | Rio Grande do Sul  |
| Alcebíades de Oliveira     | ARENA | PDS     | 32.501  | Santo Ângelo         | Rio Grande do Sul  |
| Alceu Collares             | MDB   | PTB     | 112.640 | Bagé                 | Rio Grande do Sul  |
| Aldo Fagundes              | MDB   | PMDB    | 36.171  | Alegrete             | Rio Grande do Sul  |
| Alexandre Machado          | ARENA | PDS     | 58.392  | Arroio Grande        | Rio Grande do Sul  |
| Aluízio Paraguassu         | MDB   | PTB     | 48.314  | Porto Alegre         | Rio Grande do Sul  |
| Augusto Trein              | ARENA | PDS     | 49.175  | Passo Fundo          | Rio Grande do Sul  |
| Cardoso Fregapani          | MDB   | PTB     | 44.599  | Taquari              | Rio Grande do Sul  |
| Carlos Chiarelli           | ARENA | PDS     | 80.319  | Pelotas              | Rio Grande do Sul  |
| Carlos Santos              | MDB   | PMDB    | 34.006  | Rio Grande           | Rio Grande do Sul  |
| Cláudio Strassburger       | ARENA | PDS     | 105.543 | Porto Alegre         | Rio Grande do Sul  |
| Darcy Pozza                | ARENA | PDS     | 36.625  | Bento Gonçalves      | Rio Grande do Sul  |
| Eloar Guazzelli            | MDB   | PMDB    | 39.901  | Vacaria              | Rio Grande do Sul  |
| Eloy Lenzi                 | MDB   | PTB     | 35.951  | Lagoa Vermelha       | Rio Grande do Sul  |
| Emídio Perondi             | ARENA | PDS     | 29.592  | Tupanciretã          | Rio Grande do Sul  |
| Fernando Gonçalves         | ARENA | PDS     | 70.968  | Palmeira das Missões | Rio Grande do Sul  |
| Getúlio Dias               | MDB   | PTB     | 62.819  | Pelotas              | Rio Grande do Sul  |
| Harry Sauer                | MDB   | PTB     | 45.672  | Taquara              | Rio Grande do Sul  |
| Hugo Mardini               | ARENA | PDS     | 43.105  | Porto Alegre         | Rio Grande do Sul  |
| Jair Soares                | ARENA | PDS     | 97.438  | Porto Alegre         | Rio Grande do Sul  |
| Jairo Brum                 | MDB   | PMDB    | 57.604  | Guaporé              | Rio Grande do Sul  |
| João Gilberto              | MDB   | PMDB    | 53.414  | Quaraí               | Rio Grande do Sul  |
| Jorge Uequed               | MDB   | PMDB    | 51.173  | Rio Grande           | Rio Grande do Sul  |
| Júlio Costamilan           | MDB   | PMDB    | 57.895  | Caxias do Sul        | Rio Grande do Sul  |
| Lidovino Fanton            | MDB   | PTB     | 50.061  | Farroupilha          | Rio Grande do Sul  |
| Magnus Guimarães           | MDB   | PTB     | 52.330  | Santo Ângelo         | Rio Grande do Sul  |
| Nelson Marchezan           | ARENA | PDS     | 99.973  | Santa Maria          | Rio Grande do Sul  |
| Odacir Klein               | MDB   | PMDB    | 51.514  | Getúlio Vargas       | Rio Grande do Sul  |
| Pedro Germano              | ARENA | PDS     | 62.945  | Cachoeira do Sul     | Rio Grande do Sul  |
| Rosa Flores                | MDB   | PMDB    | 59.723  | Montenegro           | Rio Grande do Sul  |
| Victor Faccioni            | ARENA | PDS     | 70.223  | Caxias do Sul        | Rio Grande do Sul  |
| Waldir Walter              | MDB   | PMDB    | 58.264  | Santa Maria          | Rio Grande do Sul  |

### Rondônia
| Deputados federais eleitos | Antes | Em 1980 | Votação | Naturalidade    | Unidade federativa |
| -------------------------- | ----- | ------- | ------- | --------------- | ------------------ |
| Isaac Newton               | ARENA | PDS     | 14.573  | Cruzeiro do Sul | Acre               |
| Jerônimo Santana           | MDB   | PMDB    | 26.737  | Jataí           | Goiás              |

### Roraima
| Deputados federais eleitos | Antes | Em 1980 | Votação | Naturalidade   | Unidade federativa |
| -------------------------- | ----- | ------- | ------- | -------------- | ------------------ |
| Hélio Campos               | ARENA | PDS     | 8.200   | Rio de Janeiro | Rio de Janeiro     |
| Júlio Martins              | ARENA | PDS     | 4.388   | Boa Vista      | Roraima            |

### Santa Catarina
| Deputados federais eleitos | Antes | Em 1980 | Votação | Naturalidade             | Unidade federativa |
| -------------------------- | ----- | ------- | ------- | ------------------------ | ------------------ |
| Ademar Ghisi               | ARENA | PDS     | 63.291  | Tubarão                  | Santa Catarina     |
| Arnaldo Schmitt Júnior     | ARENA | PP      | 65.118  | Itajaí                   | Santa Catarina     |
| Artenir Werner             | ARENA | PDS     | 39.635  | Rio do Sul               | Santa Catarina     |
| Ernesto de Marco           | MDB   | PMDB    | 35.888  | Bento Gonçalves          | Rio Grande do Sul  |
| Esperidião Amin            | ARENA | PDS     | 72.380  | Florianópolis            | Santa Catarina     |
| Evaldo Amaral              | ARENA | PDS     | 42.641  | Lages                    | Santa Catarina     |
| Francisco Libardoni        | MDB   | PMDB    | 39.779  | Caxias do Sul            | Rio Grande do Sul  |
| João Linhares              | ARENA | PP      | 58.930  | Campos Novos             | Santa Catarina     |
| Juarez Furtado             | MDB   | PMDB    | 38.898  | Lages                    | Santa Catarina     |
| Luís Cechinel              | MDB   | PT      | 37.330  | Urussanga                | Santa Catarina     |
| Mendes de Melo             | MDB   | PP      | 36.581  | Santo Antônio da Platina | Paraná             |
| Nelson Morro               | ARENA | PDS     | 52.170  | Indaial                  | Santa Catarina     |
| Nereu Guidi                | ARENA | PDS     | 45.279  | Criciúma                 | Santa Catarina     |
| Pedro Ivo Campos           | MDB   | PMDB    | 64.070  | Florianópolis            | Santa Catarina     |
| Victor Fontana             | ARENA | PDS     | 63.470  | Santa Maria              | Rio Grande do Sul  |
| Walmor de Luca             | MDB   | PMDB    | 45.013  | Criciúma                 | Santa Catarina     |

### São Paulo
| Deputados federais eleitos | Antes | Em 1980 | Votação | Naturalidade       | Unidade federativa |
| -------------------------- | ----- | ------- | ------- | ------------------ | ------------------ |
| Adalberto Camargo          | MDB   | PDS     | 33.332  | Araraquara         | São Paulo          |
| Ademar de Barros Filho     | ARENA | PDS     | 191.880 | São Paulo          | São Paulo          |
| Airton Sandoval            | MDB   | PMDB    | 36.458  | Itirapuã           | São Paulo          |
| Airton Soares              | MDB   | PT      | 64.818  | Pirajuí            | São Paulo          |
| Alberto Goldman            | MDB   | PMDB    | 101.863 | São Paulo          | São Paulo          |
| Alcides Franciscato        | ARENA | PDS     | 88.614  | Piracicaba         | São Paulo          |
| Antônio Morimoto           | ARENA | PDS     | 37.431  | Promissão          | São Paulo          |
| Antônio Russo              | MDB   | PMDB    | 64.969  | São Caetano do Sul | São Paulo          |
| Antônio Zacarias           | MDB   | PDS     | 59.682  | Passos             | Minas Gerais       |
| Athiê Jorge Coury          | MDB   | PDS     | 87.226  | Itu                | São Paulo          |
| Audálio Dantas             | MDB   | PMDB    | 58.602  | Tanque d'Arca      | Alagoas            |
| Aurélio Peres              | MDB   | PMDB    | 47.073  | Bilac              | São Paulo          |
| Baldacci Filho             | ARENA | PDS     | 158.972 | Caçapava           | São Paulo          |
| Benedito Marcílio          | MDB   | PTB     | 41.279  | Serra Negra        | São Paulo          |
| Bezerra de Melo            | ARENA | PDS     | 91.078  | Crateús            | Ceará              |
| Caio Pompeu de Toledo      | ARENA | PP      | 105.436 | São Paulo          | São Paulo          |
| Cantídio Sampaio           | ARENA | PDS     | 38.020  | São Paulo          | São Paulo          |
| Cardoso de Almeida         | ARENA | PDS     | 44.580  | São Paulo          | São Paulo          |
| Carlos Nelson              | MDB   | PMDB    | 77.717  | Mogi Guaçu         | São Paulo          |
| Cunha Bueno                | ARENA | PDS     | 139.019 | São Paulo          | São Paulo          |
| Del Bosco Amaral           | MDB   | PMDB    | 53.616  | Santos             | São Paulo          |
| Diogo Nomura               | ARENA | PDS     | 48.586  | Registro           | São Paulo          |
| Erasmo Dias                | ARENA | PDS     | 152.972 | Paraguaçu Paulista | São Paulo          |
| Flávio Chaves              | MDB   | PMDB    | 36.545  | Casa Branca        | São Paulo          |
| Francisco Leão             | MDB   | PDS     | 48.763  | Arceburgo          | Minas Gerais       |
| Francisco Rossi            | ARENA | PDS     | 51.853  | Caçapava           | São Paulo          |
| Freitas Nobre              | MDB   | PMDB    | 42.667  | Fortaleza          | Ceará              |
| Gióia Júnior               | ARENA | PDS     | 59.132  | Campinas           | São Paulo          |
| Herbert Levy               | ARENA | PP      | 44.932  | São Paulo          | São Paulo          |
| Horácio Ortiz              | MDB   | PMDB    | 52.724  | Redenção da Serra  | São Paulo          |
| Israel Dias Novaes         | MDB   | PMDB    | 54.707  | Avaré              | São Paulo          |
| Jairo Maltoni              | MDB   | PDS     | 34.806  | Ribeirão Preto     | São Paulo          |
| João Arruda                | MDB   | PDS     | 42.381  | São Paulo          | São Paulo          |
| João Cunha                 | MDB   | PT      | 70.282  | Ribeirão Preto     | São Paulo          |
| Jorge Paulo Nogueira       | MDB   | PDS     | 134.241 | São Paulo          | São Paulo          |
| José Camargo               | MDB   | PDS     | 80.085  | São Roque          | São Paulo          |
| José Coimbra               | MDB   | PDS     | 39.639  | Coxim              | Mato Grosso do Sul |
| Maluly Neto                | ARENA | PDS     | 69.140  | Fartura            | São Paulo          |
| Mário Hato                 | MDB   | PMDB    | 88.288  | Vera Cruz          | São Paulo          |
| Natal Gale                 | MDB   | PDS     | 86.860  | Orlândia           | São Paulo          |
| Otacílio de Almeida        | MDB   | PMDB    | 55.489  | Tietê              | São Paulo          |
| Otávio Torrecilla          | MDB   | PDS     | 34.094  | Gália              | São Paulo          |
| Pacheco Chaves             | MDB   | PMDB    | 41.715  | São Paulo          | São Paulo          |
| Ralph Biasi                | MDB   | PMDB    | 79.699  | Americana          | São Paulo          |
| Roberto Cardoso Alves      | MDB   | PMDB    | 90.884  | Aparecida          | São Paulo          |
| Roberto de Carvalho        | MDB   | PDS     | 33.904  | Barretos           | São Paulo          |
| Ruy Codo                   | MDB   | PMDB    | 42.596  | Santa Gertrudes    | São Paulo          |
| Rui Silva                  | ARENA | PDS     | 88.151  | Palmital           | São Paulo          |
| Salvador Julianelli        | ARENA | PDS     | 44.389  | São Paulo          | São Paulo          |
| Samir Achôa                | MDB   | PMDB    | 239.492 | Vera Cruz          | São Paulo          |
| Santilli Sobrinho          | MDB   | PMDB    | 44.179  | Mineiros do Tietê  | São Paulo          |
| Sílvio Lopes               | ARENA | PDS     | 40.635  | Santos             | São Paulo          |
| Tidei de Lima              | MDB   | PMDB    | 35.588  | Dois Córregos      | São Paulo          |
| Ulysses Guimarães          | MDB   | PMDB    | 151.105 | Itirapina          | São Paulo          |
| Walter Garcia              | MDB   | PMDB    | 78.747  | Santo André        | São Paulo          |

### Sergipe
| Deputados federais eleitos | Antes | Em 1980 | Votação | Naturalidade       | Unidade federativa |
| -------------------------- | ----- | ------- | ------- | ------------------ | ------------------ |
| Antônio Carlos Valadares   | ARENA | PDS     | 31.530  | Simão Dias         | Sergipe            |
| Celso Carvalho             | ARENA | PP      | 26.010  | Simão Dias         | Sergipe            |
| Francisco Rollemberg       | ARENA | PDS     | 29.399  | Laranjeiras        | Sergipe            |
| Jackson Barreto            | MDB   | PMDB    | 24.076  | Santa Rosa de Lima | Sergipe            |
| Raimundo Diniz             | ARENA | PDS     | 28.129  | Aracaju            | Sergipe            |
| Tertuliano Azevedo         | MDB   | PP      | 16.772  | Neópolis           | Sergipe            |